# Sándor Mihály (sporttörténész)
Sándor Mihály (Berettyóújfalu, 1956. március 16. –) magyar sporttörténész.

## Életpályája
Iskoláit Biharkeresztesen és Debrecenben végezte. A Tóth Árpád Gimnáziumban érettségizett 1974-ben, majd a Kossuth Lajos Tudományegyetemen magyar-történelem szakos középiskolai tanári diplomát szerzett. 1985 óta tanít a debreceni Baross Gábor Szakközépiskola Felnőttoktatási Tagozatán, ahol évtizedekig munkaközösség-vezető volt.
Az 1980-as évek végétől folyamatosan jelennek meg írásai, előbb külföldön, majd idehaza. 1988-tól az olasz almanach, az Annuario del Calcio Mondiale, valamint a színvonalas drukkermagazin, a Supertifo magyarországi munkatársa. 1992-től rendszeresen publikál a Képes Nemzeti Sportban, amely folytatásokban közli a Kupagyőztes klubok krónikája c. futballtörténeti sorozatát. 1993-tól a Nemzeti Sportban, 1994-től a Focivilágban, 1996-tól a 3. Félidő c. szurkolói újságban és a Hajdú-Bihari Naplóban, 2005-től a 6:3 Futballmagazinban jelentek meg dolgozatai. 1999 márciusától a Nemzeti Sport, 2000 elejétől a Színes Sport olvasószerkesztőjeként tevékenykedett. 2001 nyarán látott napvilágot első önálló könyve, A Loki, amely a DVSC huszonöt futballistájával készített riportjait tartalmazza. 2003-ban került forgalomba a Dénes Tamással közösen jegyzett Futballtörténelemi lecke – nem csak fiúknak c. munkája, melyet az év sportkönyvének is megválasztottak. 2007-ben született az Aranycsapat legendás védőjével, Buzánszky Jenővel készített interjúkötete, a Vasutasból aranybányász. 2008-ban publikálta a debreceni szurkolókról szóló, lírai és önéletrajzi elemekkel átszőtt körképét, A szívünk, a vérünk a Lokié címmel. 2010 karácsonyára jött ki a nyomdából a 800 oldalas, közel 800 képpel illusztrált kötete, A debreceni futball képes kalauza (1899-) címmel. 2011 júniusában került az olvasók kezébe a 100 éves a BUSE és az újfalui futball című, monografikus jellegű kötete, amelyet a berettyóújfalui önkormányzat megbízásából készített. 2011 végére lett készen a Dénes Tamással közösen írt Baj-nok-csa-pat! c. könyve, mely 418 oldalon, mintegy 700 fotóval színesítve az 1901 és 2011 között a magyar élvonalban bajnoki aranyérmet nyert 14 klub történetét tárgyalja. 2012 nyarán a könyv a Magyar Sportújságírók Szövetségétől nívódíjat kapott. 2012 karácsonyán került a fenyőfák alá a Dénes Tamással közösen írott könyve Markos, a Bocskai büszkesége címmel, amelyet a hajdani válogatott jobbszélső fia, a 2013 februárjában elhunyt kitűnő magyar-svéd sportújságíró, Imi Markos közreműködésével készített el.
Külföldön eleddig a volt Jugoszlávia és Szovjetunió utódállamaiban, Olaszországban, Franciaországban, Görögországban, Lengyelországban, Németországban, Finnországban és Argentínában jelentek meg tollából publikációk, főként a magyar és a nemzetközi ultra- és huligánmozgalmat elemzők.
2006 őszétől tart előadásokat a Debreceni Egyetemen a labdarúgás eredetéről, archaikus és modern módozatairól, a világbajnokságok, az Európa-bajnokságok, a Bajnokcsapatok Európa Kupája, a Bajnokok Ligája históriájáról, a különféle lelátói kultúrák jellegzetességeiről, a
sportpályákon tapasztalható erőszakos megnyilvánulások, a stadionkatasztrófák társadalmi hátteréről, politikai, szociológiai, morális és gazdasági okairól.

2018. november 29-én A Debreceni Egyetem címzetes egyetemi docens címet adományozott neki.

## Családja
Nős, két lánygyermek édesapja.

## Művei
- A Loki (DMVSC, DVSC). Huszonöt év huszonöt labdarúgója; Futballmédia Iroda, Szigetszentmiklós, 2001
- Dénes Tamás–Sándor Mihály: Futballtörténelmi lecke – nem csak fiúknak; Viktória, Bp., 2003
- Vasutasból aranybányász. Beszélgetések Buzánszky Jenővel; Campus, Debrecen, 2007
- A debreceni futball képes kalauza, 1899-; DVSC Futball Szervező Zrt., Debrecen, 2010
- Dénes Tamás–Sándor Mihály: Baj-nok-csa-pat! A magyar labdarúgás 14 bajnok klubjának története; Campus, Bp.–Debrecen, 2011
- 100 éves a BUSE és az újfalui futball; Berettyóújfalui Sportegyesület, Berettyóújfalu, 2011
- Dénes Tamás–Sándor Mihály: Markos, a Bocskai büszkesége. Imi Markos visszaemlékezéseivel; Viktória, Bp., 2012
- Dénes Tamás–Sándor Mihály–B. Bába Éva: A magyar labdarúgás története, 1-5.; Alexandra, Pécs, 2013-2015